# Вируси и људи : путовање вируса по свету и организмима
Вируси и људи : путовање вируса по свету и организмима (норв. Virus på reisefot: En reiseskildring om virus og mennesker) је стручна монографија норвешког научника Ејстејна Хелстрема Ходевика (енгл. Eystein Hellstrøm Hoddevik) објављена 2021. године. Издање на српском језику објавила је издавачка кућа Карпос из Лознице 2022. године у преводу Наташе Ристивојевић Рајковић.

## О аутору
Ејстејн Хелстрем Ходевик рођен је 1980. године у Норвешкој. Доктор је наука из области молекуларне биологије у неоронауке. Тренутно је запослен на Одељењу патологије у Универзитетској болници у Ослу и предаје на Медицинском факултету Универзитета у Ослу.

## О књизи
Књига Вируси и људи : путовање вируса по свету и организмима је написана са јасним циљем - да читаоци сазнају нешто више о вирусима. Многе ће то знање умирити, док ће друге можда узнемирити и који ће можда има ти потпуно супротан став - да је управо незнање велики благослов.
Пошто није лако дати језгровит одговор на питање шта је вирус, аутор је ишао корак по корак, страну по страну, кроз прегршт одабраних тема и прича, покушао да приближи појаву како се вируси преносе, како изазивају болести и од чега се састоје. Људи и вируси одувек живе једни поред других, ова књига обухвата и биолошку еволуцију, причу о људском телу, историју људског рода, медицину, међународну политику, генетички материјал, етику и биолошко ратовање.
Сва поглавља у књизи говоре о конкретним и истинитим догађајима које свако може да разуме, и већина поглавља се може читати независно од других. Чињеница је да је превише вирусних узрочника болести да би сви били описани у књизи, те је аутор направио ужи избор неколико најраспрострањенијих, а уз њих и неки препреденији вируси, од којих су поједини толико опасни да изазивају смрт само неколико дана по заражавању. Аутор се потрудио да књигу напише што једноставним језиком и то је изнео у уводном делу. Поједноставио је све што се могло поједноставити. Сматрао је да ће на тај начин подаци остати у сећању читаоца.
Аутор нам говори о томе како су вируси створени за ширење и не оклевају да крену на међуконтинентална путовања. Вируси путују и изазивају заразу, баш као и ми, али њихово путовање се ту не завршава. Начин на који изазивају болест у нама може да се посматра као нека врста микроскопског путописа. Описујући најпознатије вирусе док путују кроз наш организам у правцу ћелија које отимају и повређују, и то на узбудљив и приступачан начин који не обесхрабрује лаике да се боље упознају са животом и природом вируса.
На насловној страни књиге, испод наслова, аутор је пописао вирусе о којима је писао у књизи: ковид 19, беснило, брадавице, полио, грип, норовируси, зика, хепатитис, велике богиње, херпес, ебола и хив.